# Phare des Baleines
Le phare des Baleines est situé à la pointe ouest de l'île de Ré (Charente-Maritime), sur la commune française de Saint-Clément-des-Baleines.
Le phare doit son nom au fait qu'un nombre relativement élevé de baleines venaient s'échouer à cet endroit de l'île de Ré par le passé. Il succède au vieux phare des Baleines construit par Vauban.
Le vieux phare des Baleines a été classé au titre des monuments historiques par arrêté du 22 juin 1904. L'ensemble des bâtiments du phare des Baleines et son parc avec le mur d'enceinte ont été inscrits au titre des monuments historiques par arrêté du 15 avril 2011. Le phare des Baleines et le bâtiment des machines construits au XIXe siècle ainsi que le phare des Baleineaux sont classés au titre des monuments historiques par arrêté du 23 octobre 2012.

## Historique
Le phare a été construit, à partir de 1849 sur des plans de l'architecte Léonce Reynaud, pour remplacer l'ancien phare de 29 mètres construit en 1682 sur les directives de Vauban et qui subsiste encore aujourd'hui à 80 mètres au nord-ouest. La mise en service eut lieu en 1854. Il fonctionnait alors au pétrole, équipé de 2 lentilles de Fresnel - toujours en service.
Sous l'impulsion de Pierre-Paul Simon, alors maire d'Ars, le projet d'électrification du phare est lancé en 1882 et se réalisera en 1904. Le phare est haut de 57 mètres et l'accès au sommet se fait par un escalier hélicoïdal de 257 marches.
Il est doublé au large (nord-ouest) sur un banc rocheux, le « Haut Banc du Nord », par un petit phare, le phare des Baleineaux.
Après un appel d'offres en 2001, l'État a délégué à une société privée « Patrimoine Océan » la mise en place d'un musée, la remise en état de la vieille tour des Baleines, l'entretien du site et de son parc et la gestion de l'exploitation touristique (visites, boutique).
Le grand phare de 1854 est toujours en activité et son feu a une portée de 50 kilomètres environ. Il est visité par 160 000 visiteurs chaque année.
En 2010, entre janvier et mars, la lanterne du grand phare a été complètement restaurée.

## Le musée des Baleines
La vieille tour construite sur ordre de Vauban, allumée en 1682, est classée monument historique depuis 1904.
Les travaux de restauration ont commencé en septembre 2006 et se sont terminés en juillet 2007.
Depuis 2007, un musée consacré aux phares et balises a été créé dans cet ancien bâtiment de l'école des gardiens de phare aux pieds de la vieille tour. Jamy Gourmaud, par vidéo interposée, y anime l'exposition « Les phares, c'est l'aventure ! ».

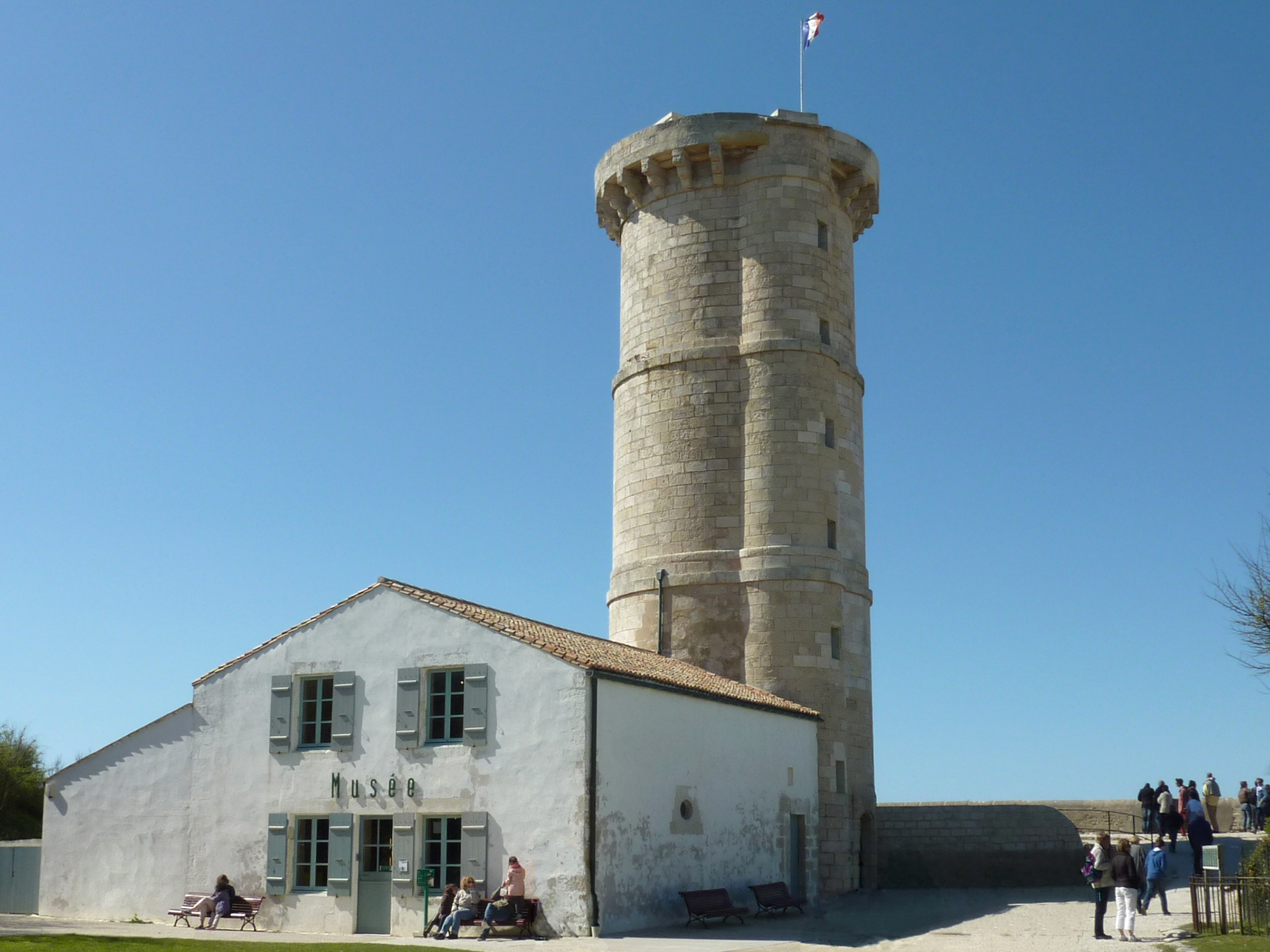
Ancien phare des Baleines restauré et transformé en musée.

## Galerie

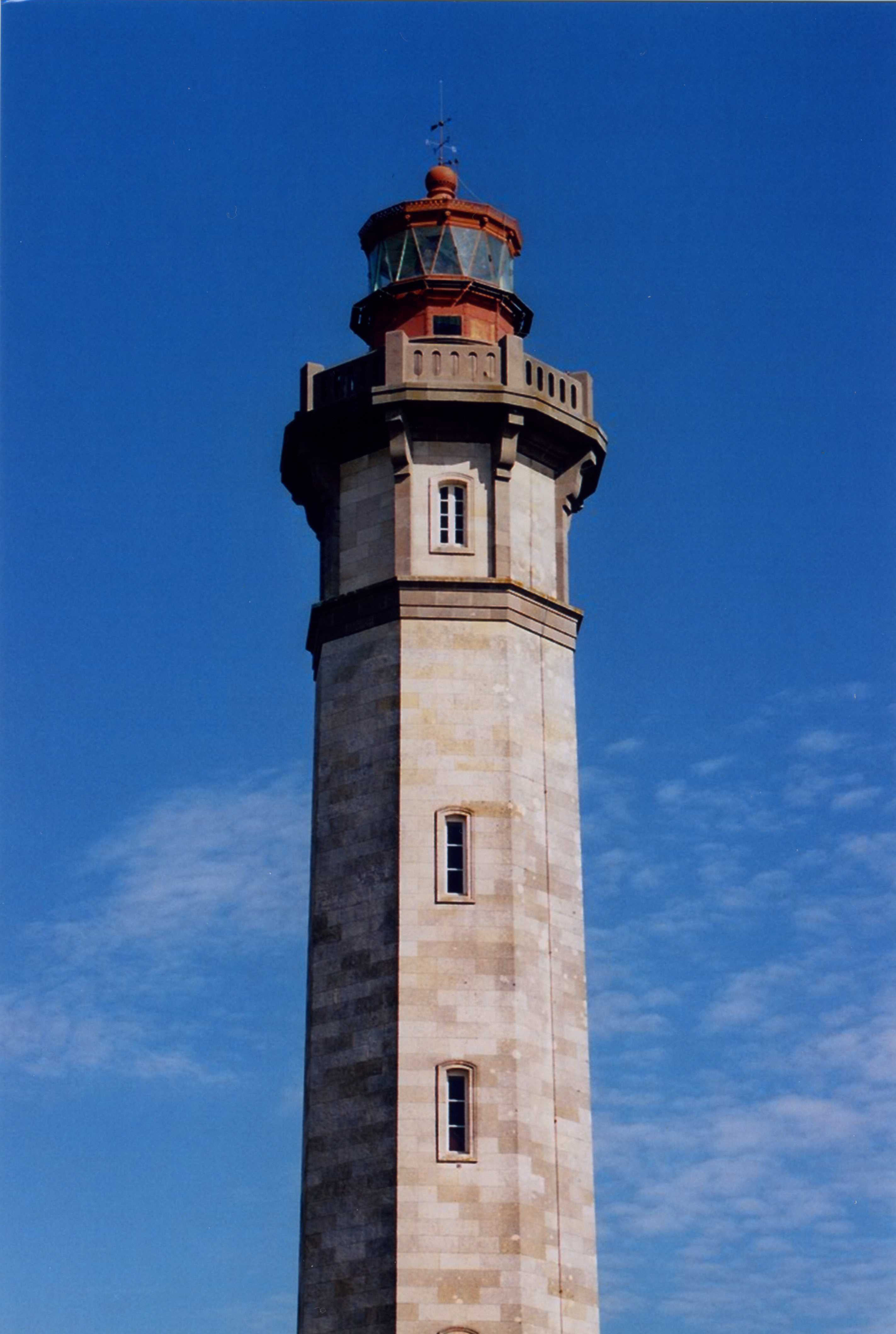
Vue rapprochée du haut du phare des Baleines.
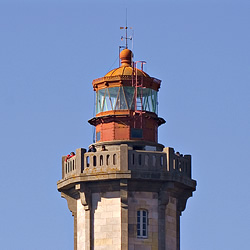
La lanterne du phare des Baleines
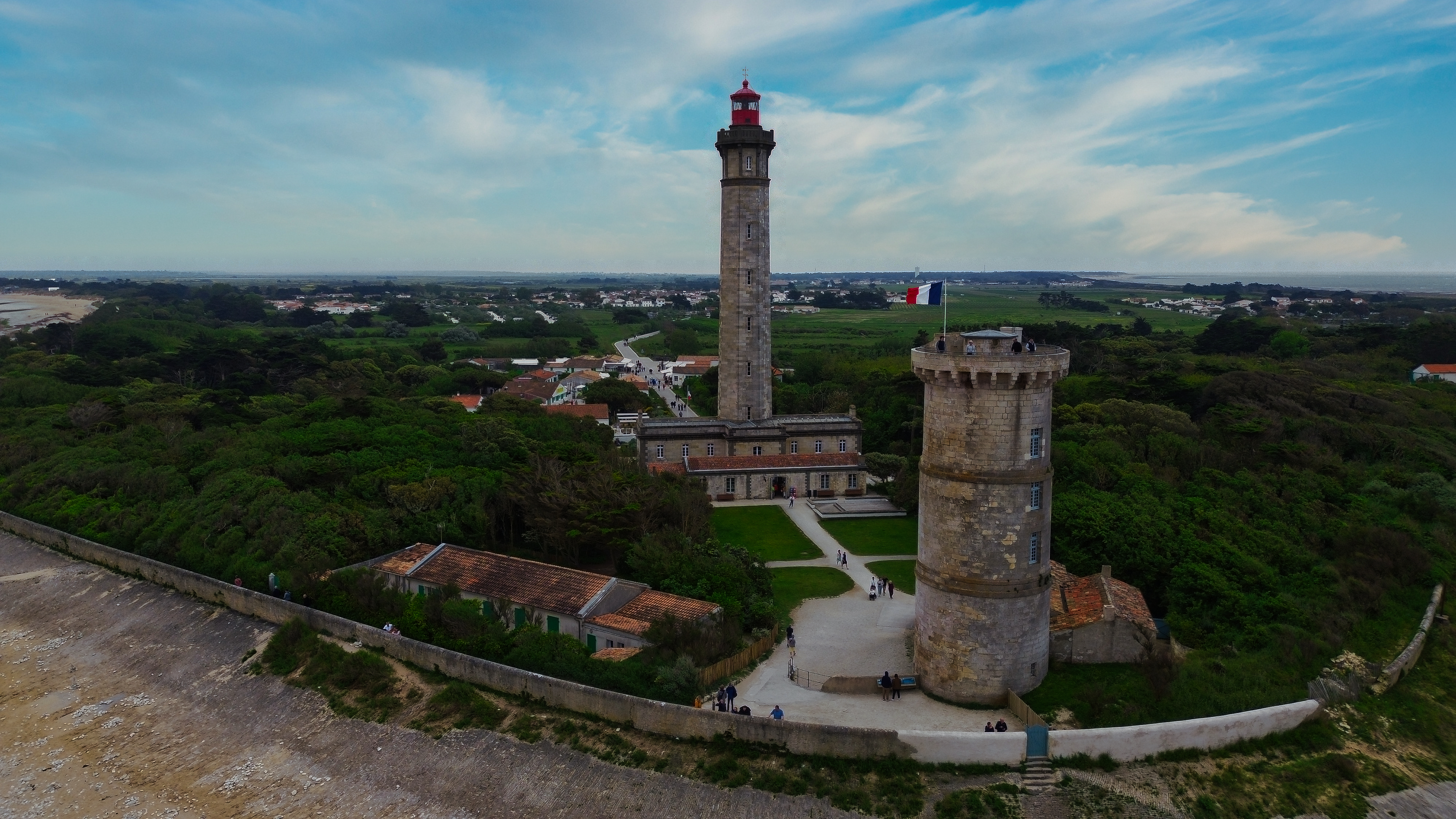
Vue aerienne du phare des baleines.
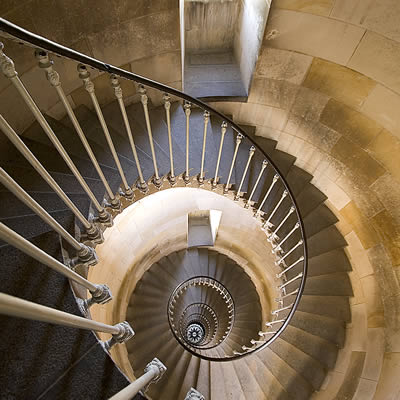
L'escalier du phare.
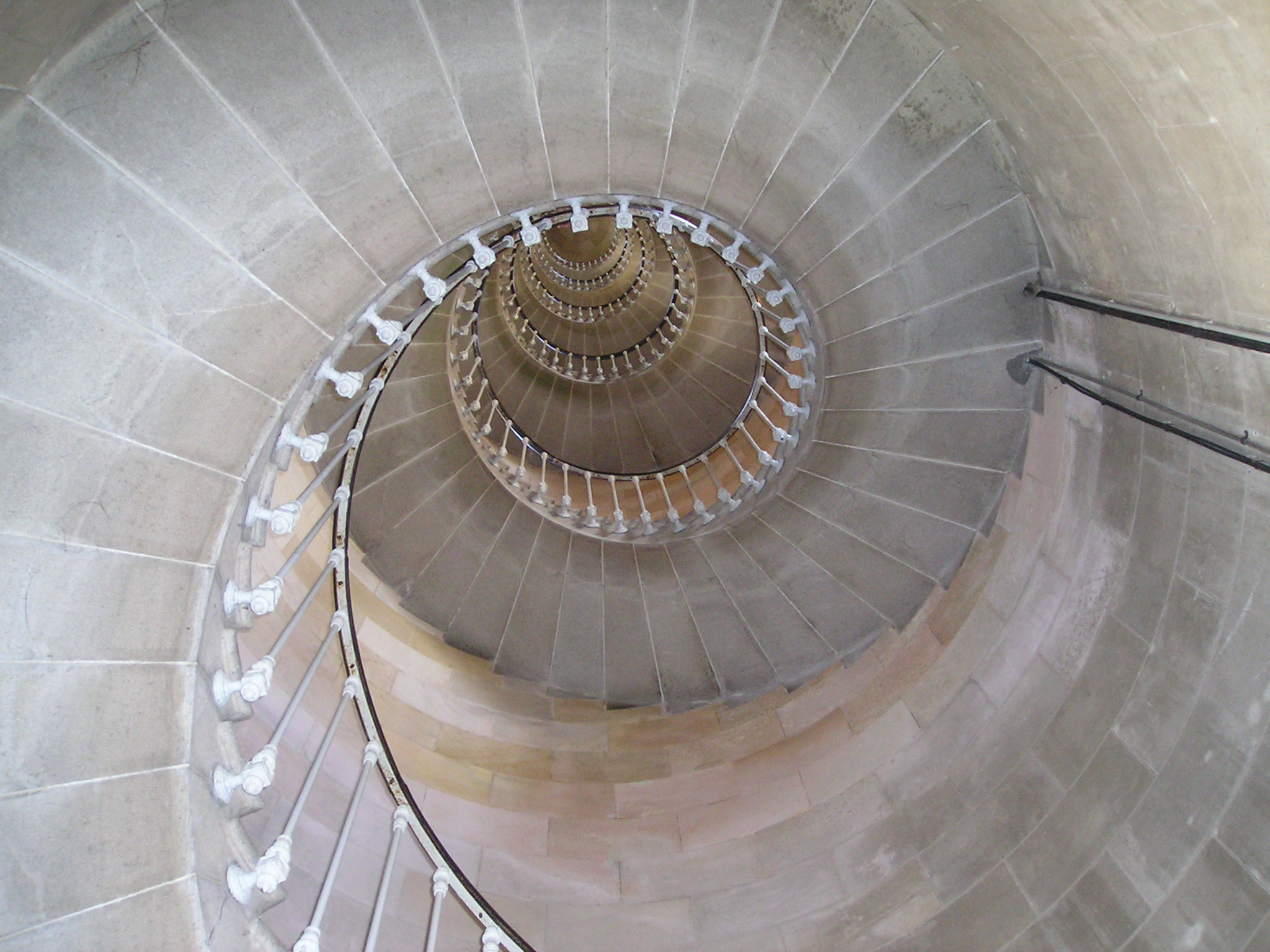
L'intérieur du phare.
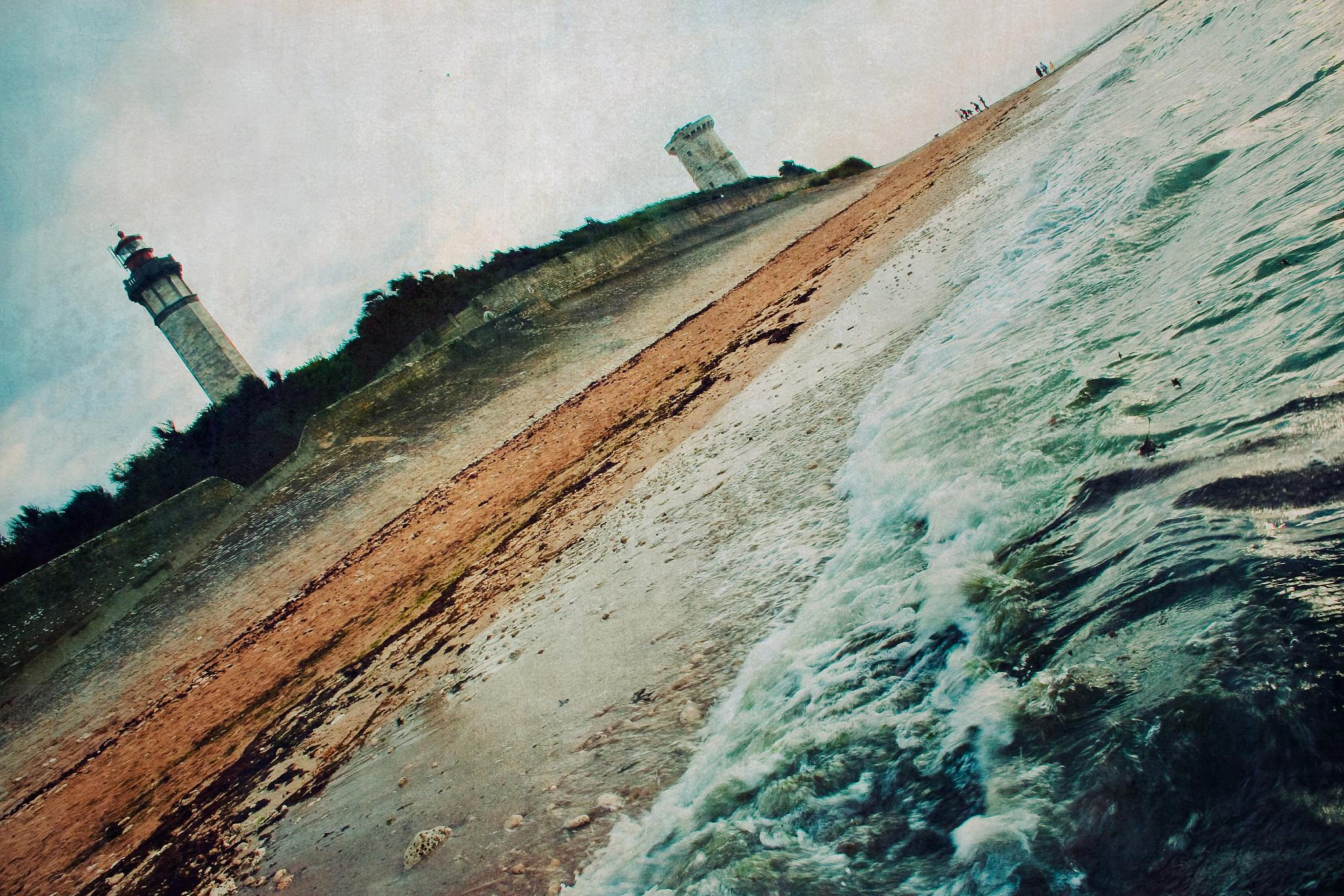
Le nouveau phare et l'ancien, marée basse.
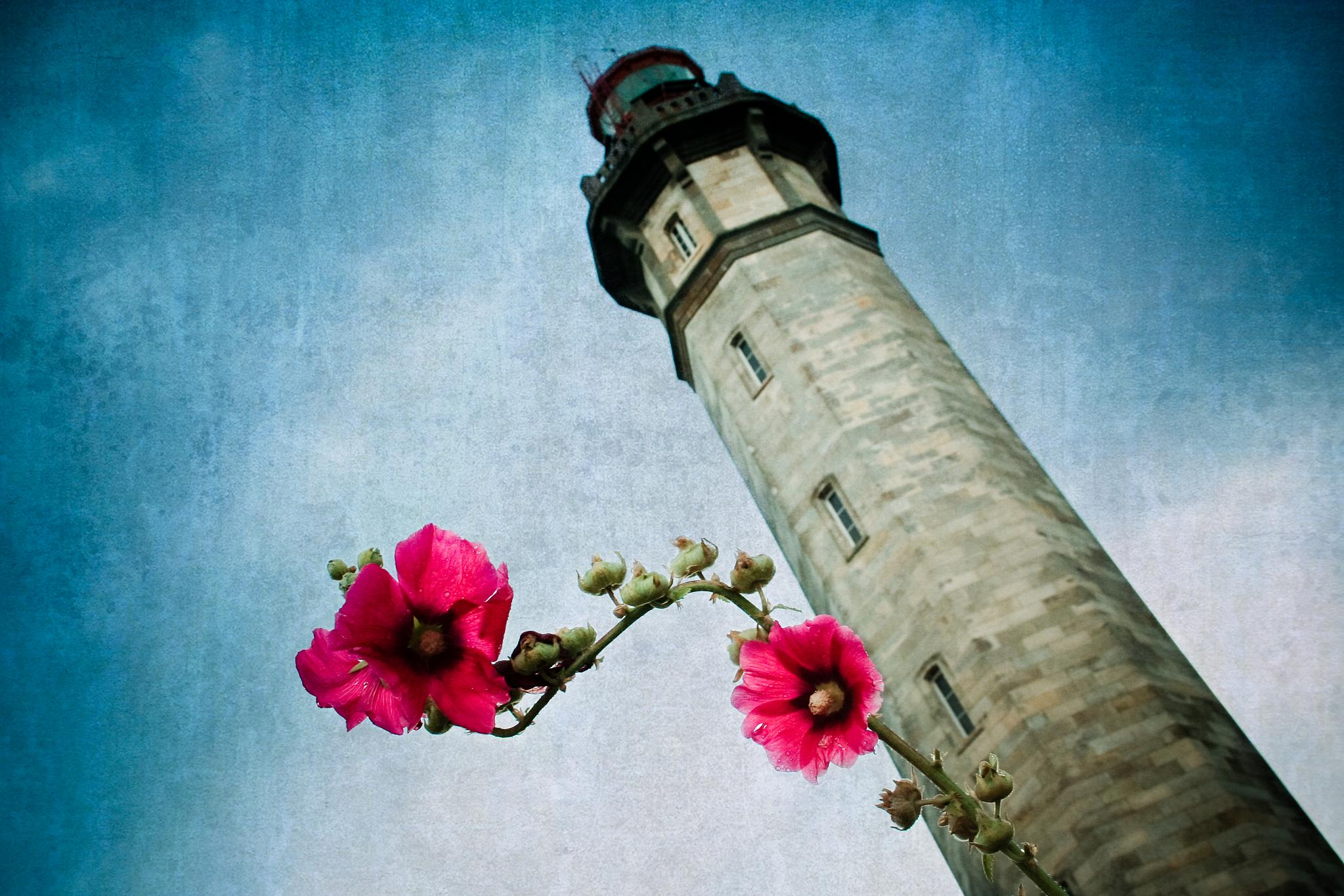
Avec sa rose trémière.
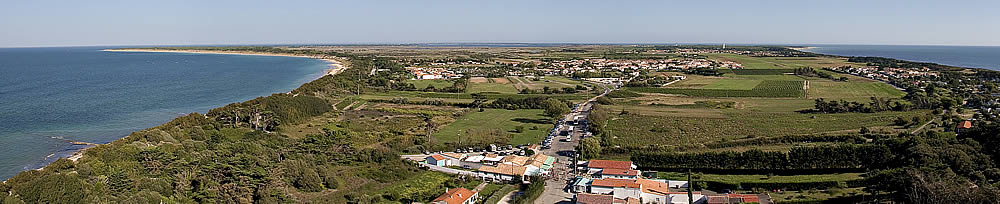
Panorama du haut du phare, vue en direction de l'est.
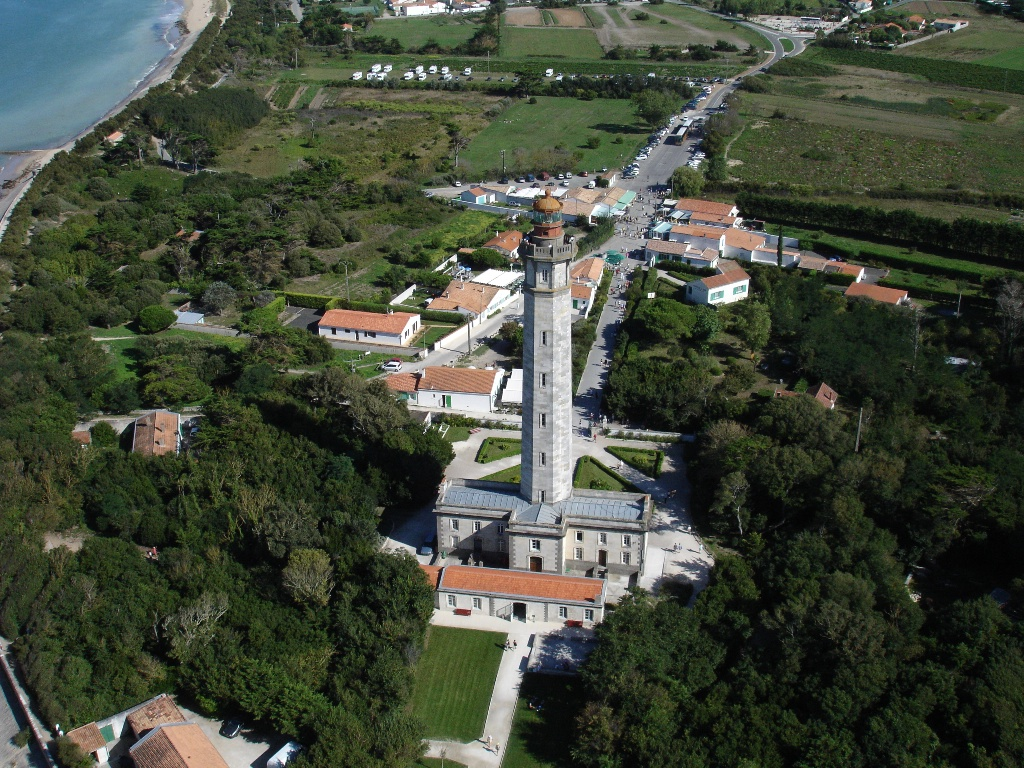
Vue aérienne du phare.
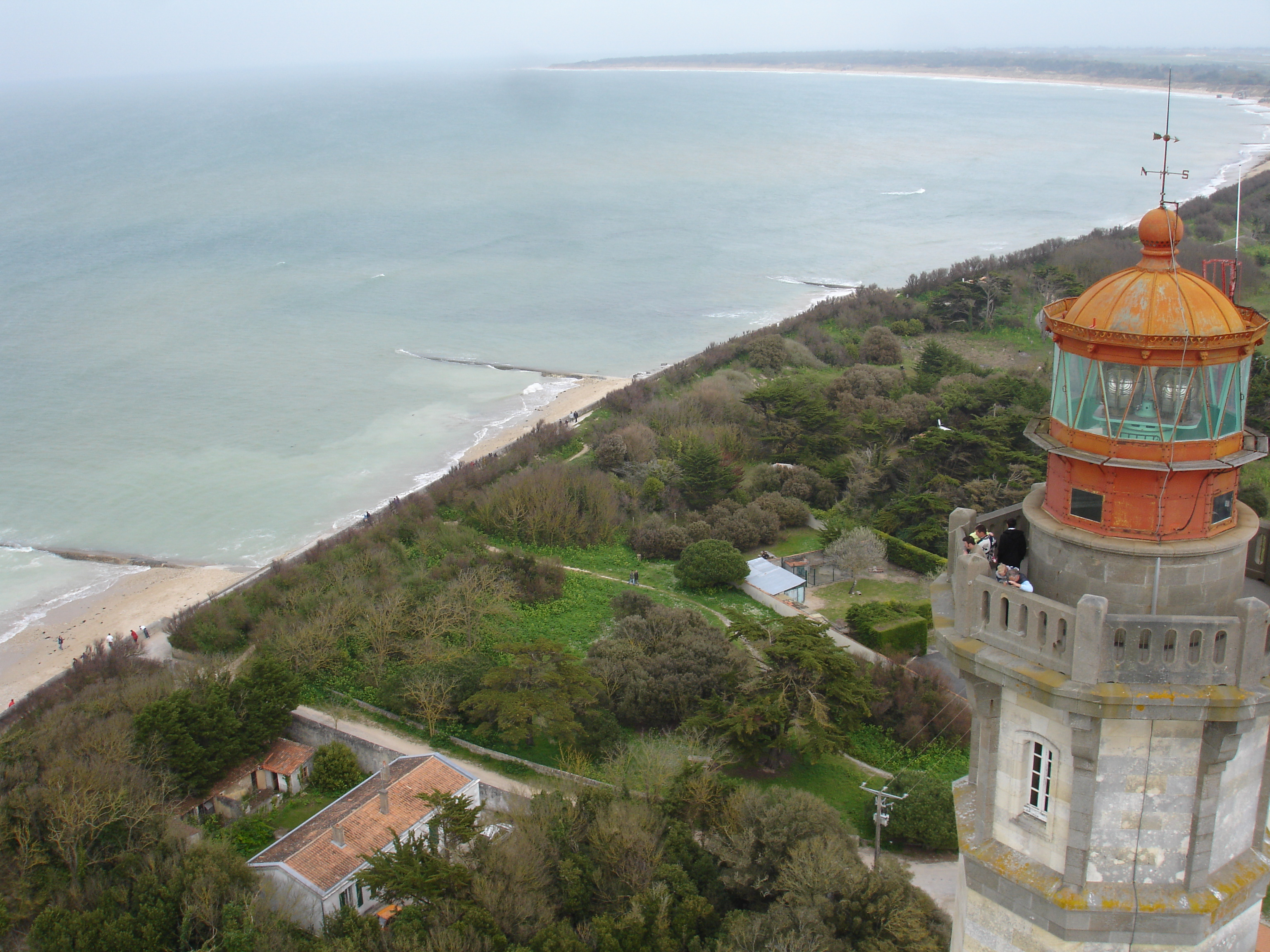
Vue aérienne du sommet du phare et de la plage de la Conche des Baleines.
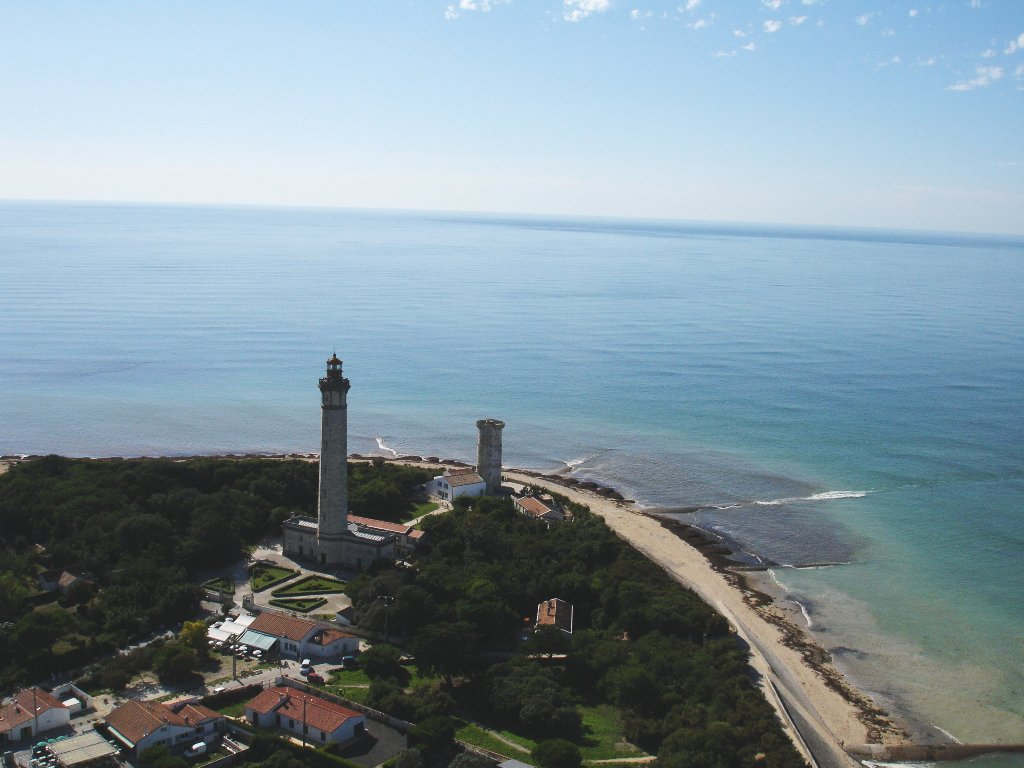
Vue aérienne du phare et de la tour des Baleines.
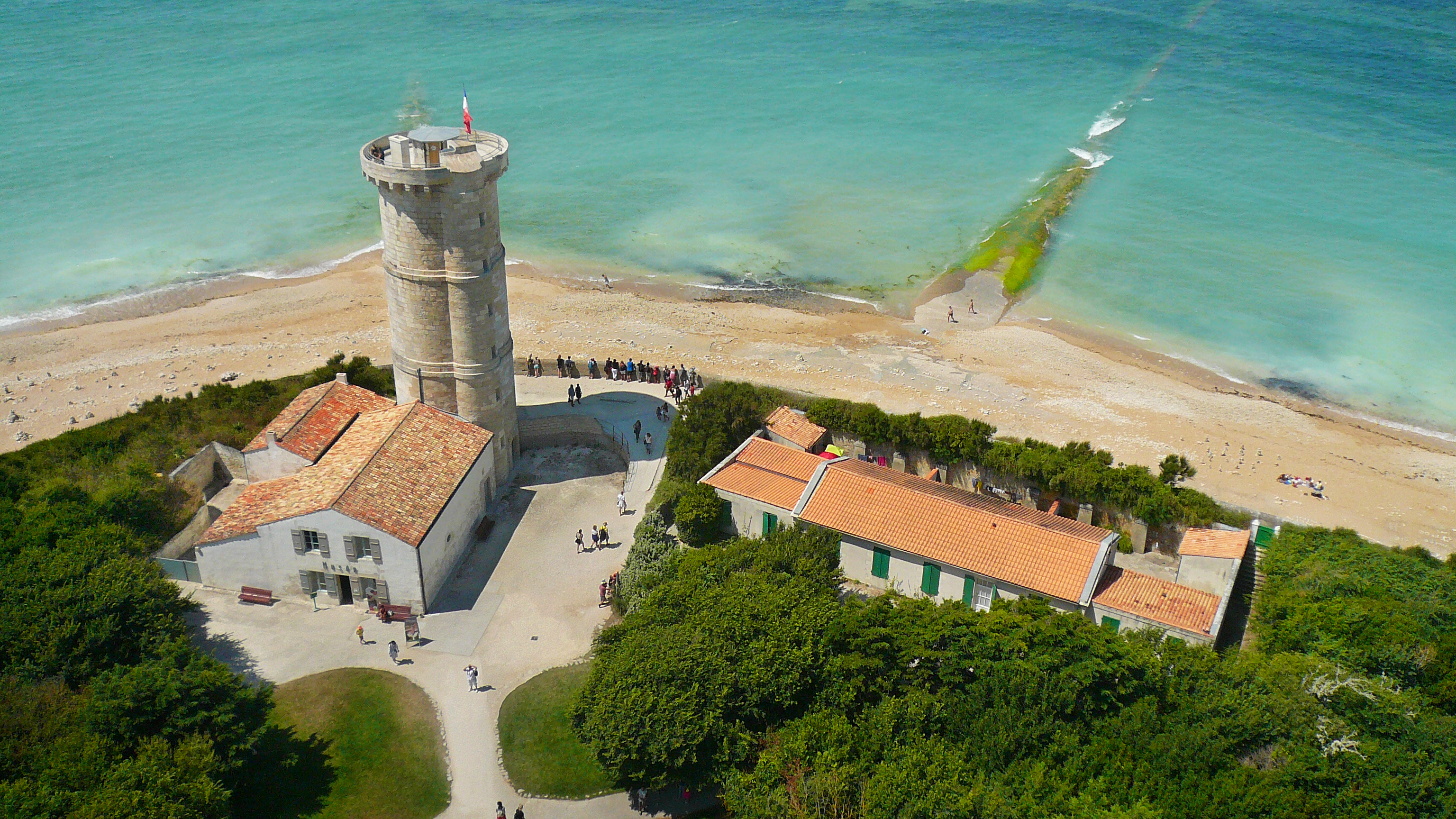
La tour des Baleines vue du sommet du phare.